# Tristan Cara
Tristan Cara (fr. Tristan Tzara, fr. tʁistɑ̃ dzaʁa; rođen Samuel ili Sami Rozenstok, takođe poznat kao S. Samiro; 16. april 1896 – 25. decembar 1963) bio je rumunski avangardni pesnik, esejista i izvođački umetnik. Takođe aktivan kao novinar, dramatičar, književni i likovni kritičar, kompozitor i filmski režiser, bio je poznat po tome što je bio jedan od osnivača i centralnih ličnosti anti-establišmentskog dadaističkog pokreta. Pod uticajem Adriana Maniua, adolescentni Cara je postao zainteresovan za simbolizam i zajedno sa Jonom Vineom (sa kojom je takođe napisao eksperimentalnu poeziju) i slikarom Marselom Jankom osnovao je časopis Simbolul. Tokom Prvog svetskog rata, nakon što je nakratko sarađivao na Vineovom Chemarea, pridružio se Janku u Švajcarskoj. Tamo su Caraove predstave u Kabareu Voltar i Zunfthaus zur Vaag, kao i njegovi pesnički i umetnički manifesti postali glavna karakteristika ranog dadaizma. Njegov rad predstavlja dadaističku nihilističku stranu, za razliku od umerenijeg pristupa kojem je bio naklonjen Hugo Bal.

## Ime
S. Samiro, parcijalni anagram od Sami Rozenstok, Cara je koristio od svog debija i tokom ranih 1910-ih. Brojni nedatirani spisi, koje je verovatno napisao već 1913. godine, nose potpis Tristan Ruja, a u leto 1915. on je potpisivao svoja dela imenom Tristan.
Šezdesetih godina prošlog veka Rozenstokov saradnik i kasniji rival Jon Vinea tvrdio je on odgovoran za formulisanje naziva Cara u njegovom pseudonimu 1915. Vinea je takođe izjavio da je Cara želeo da zadrži Tristan kao svoje usvojeno ime, a da je kasnije ovaj izbor ostao deo „nesrećne igre reči” Triste Âne Tzara (francuski za „Tužni magarac Cara”). Ova verzija događaja je neizvesna, jer rukopisi pokazuju da je pisac možda već koristio puno ime, kao i varijacije Tristan Cara i Tr. Cara, 1913-1914. (Iako postoji mogućnost da je svoje tekstove potpisivao dugo nakon što ih je zapisao na papiru).
Godine 1972, istoričar umetnosti Serž Fošero, na osnovu informacija dobijenih od Kolombe, od supruge avangardnog pesnika Ilarie Voronka, izjavio je da je sam Cara objasnio da je svoje ime izabrao kao igru reči na rumunskom, trist în țară, što znači „tužan u zemlji”. Kolumba Voronka je takođe odbacivala glasine da je cara odabrao ime Tristan kao počast pesniku Tristanu Korberu ili operi Ričarda Vagnera Tristan i Izolda. Sami Rozenstok legalno je usvojio svoje novo ime 1925. godine, nakon što je podneo zahtev rumunskom Ministarstvu unutrašnjih poslova. Francuski izgovor njegovog imena postao je uobičajen u Rumuniji, gde zamenjuje prirodnije čitanje kao cara („zemlja”).

## Biografija

### Rani život
Cara je rođen u Mojnešti, okrug Bakau, u istorijskoj regiji Zapadna Moldavija. Njegovi roditelji su bili Jevrejski Rumuni koji su govorili jidiš kao svoj prvi jezik; njegov otac Filip i deda Ilie bili su preduzetnici u šumarskom poslu. Carina majka bila je Emilija Rozenstok, rođena Zibalis. Zahvaljujući diskriminacionim zakonima Rumunskog kraljevstva, Rozenstokovi nisu bili emancipovani, te stoga Cara nije bio punopravni građanin zemlje sve do 1918. godine.
On se preselio se u Bukurešt sa jedanaest godina i pohađao internat Skemic-Tierin. Veruje se da je mladi Cara srednjoškolsko obrazovanje završio u državnoj gimnaziji, koja je identifikovana kao Nacionalni koledž Svetog Save ili kao Gimnazija Sfantul Giorge. U oktobru 1912, kada je Cara imao šesnaest godina, pridružio se svojim prijateljima Vinei i Marcelu Janku u uređivanju Simbolula. Pretpostavlja se da su sredstva obezbedili Janko i Vinea. Poput Vinee, Cara je bio blizak i sa njihovim mladim kolegom Žakom G. Kostinom, koji je kasnije bio njegov samoproglašeni promoter i poštovalac.
Uprkos svojoj mladosti, troje urednika je uspelo da privuče saradnju poznatih simbolističkih autora, aktivnih u okviru Rumunskog simboličkog pokreta. Pored njihovog bliskog prijatelja i mentora Adrijana Maniua (imažiniste koji je bio Vinein tutor), učestvovali su i N. Davidesku, Alfred Hefter-Hidalgo, Emil Isak, Klaudija Milijan, Jon Minulesku, I. M. Rasku, Euđeniju Sperantija, Al. T. Stamatijad, Euđeniju Stefanesku-Est, Konstantin T. Stoika, kao i novinar i advokat Poldi Čapier. U svom inauguralnom izdanju, časopis je čak štampao pesmu jednog od vodećih ličnosti rumunske simbolike, Aleksandru Makedonskog. Simbolulu je takođe sadržao ilustracije Maniua, Milijan i Josifa Ajsera.
Iako je časopis prestao da se štampa u decembru 1912. godine, igrao je važnu ulogu u oblikovanju rumunske književnosti tog perioda. Istoričar književnosti Pol Kernat vidi Simbolul kao glavnu pozornicu rumunskog modernizma i pripisuje mu zasluge što je doneo prve promene od simbolizma do radikalne avangarde. Takođe, prema Kernatu, saradnja između Samiroa, Vinea i Janka bila je rani primer slučaja da je književnost postala „veza između umetnosti“, koja je za svoj savremeni ekvivalent imala saradnju između Ajsera i pisaca kao što su Jon Minulesku i Tudor Argezi. Iako se Maniu rastao sa grupom i tražio promenu stila koja ga je približila tradicionalističkim načelima, Cara, Janko i Vinea nastavili su saradnju. Između 1913. i 1915. često su letovali zajedno, bilo na obali Crnog mora ili na imanju porodice Rosenstok u mestu Garčeni, okrug Vasluj; za to vreme Vinea i Samiro pisali su pesme sličnih tema i aludirajući jedan drugog.

### Čemareai odlazak 1915
Carina karijera promenila je tok između 1914. i 1916. godine, tokom perioda kada se Rumunsko kraljevstvo klonilo Prvog svetskog rata. U jesen 1915. godine, kao osnivač i urednik kratkotrajnog časopisa Čemarea, Vinea je objavio dve pesme svog prijatelja, prva štampanu dela koja nose potpis Tristana Care. U to vreme, mladi pesnik i mnogi njegovi prijatelji bili su pristalice antiratne i antinacionalističke struje, koja je progresivno promovisala antiestablišmentske poruke. Čemarea, časopis koji je bio platforma za ovu agendu i ponovo privukao saradnju iz Čapiera, verovatno su finansirali Cara i Vinea. Prema rumunskom avangardnom piscu Klodu Sernetu, časopis se „potpuno razlikovao od svega što je štampano u Rumuniji pre tog trenutka“. Tokom tog perioda, Carina dela su sporadično objavljivana u Hefter-Hidalgovom Versuri și Proză, i u junu 1915. godine, Novi rumunski magazin Konstantina Radulesku Motrua objavio je Samirovu poznatu pesmu Verișoară, fată de pension („Mali rođak, devojčica u internatu“).
Cara se upisao na Univerzitet u Bukureštu 1914. godine, studirajući matematiku i filozofiju, ali nije diplomirao. U jesen 1915, otišao je iz Rumunije u Cirih, u neutralnu Švajcarsku. Janko se, zajedno sa svojim bratom Žilom Jankom, tamo nastanio nekoliko meseci ranije, a kasnije mu se pridružio i drugi brat Žorž Janko. Cara, koji se možda prijavio na Filozofski fakultet na lokalnom univerzitetu, delio je smeštaj sa Marselom Jankom, koji je bio student na Višoj tehničkoj školi, u pansionu Altinger (do 1918. Cara se preselio u hotel Limatkuaj). Njegov odlazak iz Rumunije, kao i odlazak braće Janko, možda je delom bio pacifistička politička izjava. Nakon što se nastanio u Švajcarskoj, mladi pesnik je skoro potpuno odbacio rumunski kao jezik izražavanja, napisavši većinu svojih narednih dela na francuskom. Pesme koje je ranije pisao, a koje su bile rezultat poetskih dijaloga između njega i njegovog prijatelja, ostavljene su na čuvanje Vinea. Većina ovih dela prvi put je štampana tek u međuratnom periodu.

## Literatura
- Alice Armstrong, "Stein, Gertrude" and Roger Cardinal, "Tzara, Tristan", in Justin Wintle (ed.). Makers of Modern Culture. ISBN 0-415-26583-5.. Routledge, London, 2002
- Philip Beitchman, „Symbolism in the Streets”. I Am a Process with No Subject. ISBN 0-8130-0888-3.. University of Florida Press, Gainesville, 1988
- Brater, Enoch (1987). Beyond Minimalism: Beckett's Late Style in the Theater. ISBN 0-19-506655-3.. Oxford University Press, Oxford.
- Cernat, Paul. Avangarda românească și complexul periferiei: primul val. ISBN 978-973-23-1911-6.. Cartea Românească, Bucharest, 2007
- Gendron, Bernard (2002). Between Montmartre and the Mudd Club: Popular Music and the Avant-Garde. ISBN 0-226-28735-1.. University of Chicago Press, Chicago.
- Saime Göksu, Edward Timms. Romantic Communist: The Life and Work of Nazım Hikmet. ISBN 1-85065-371-2.. C. Hurst & Co., London, 1999
- Dan Grigorescu, Istoria unei generații pierdute: expresioniștii, Editura Eminescu, Bucharest, 1980. OCLC 7463753
- Irene E. Hofman, Documents of Dada and Surrealism: Dada and Surrealist Journals in the Mary Reynolds Collection, Art Institute of Chicago, Ryerson and Burnham Libraries, 2001
- Irina Livezeanu, " 'From Dada to Gaga': The Peripatetic Romanian Avant-Garde Confronts Communism", in Mihai Dinu Gheorghiu, Lucia Dragomir (eds.). Littératures et pouvoir symbolique. Colloque tenu à Bucarest (Roumanie), 30 et 31 mai 2003. ISBN 2-7351-1084-2.. Maison des Sciences de l'homme, Editura Paralela 45, Paris, 2005
- Felicia Hardison Londré. The History of World Theatre: From the English Restoration to the Present. ISBN 0-8264-1167-3.. Continuum International Publishing Group, London & New York, 1999
- Olson, Kirby (2005). Andrei Codrescu and the Myth of America. ISBN 0-7864-2137-1.. McFarland & Company, Jefferson.
- Petre Răileanu, Michel Carassou. Fundoianu/Fondane et l'avant-garde. ISBN 2-84272-057-1.. Fondation Culturelle Roumaine, Éditions Paris-Méditerranée, Bucharest & Paris, 1999
- Hans Richter. Dada. Art and Anti-art. ISBN 0-500-20039-4.. (with a postscript by Werner Haftmann), Thames & Hudson, London & New York, 2004.